# Fenestraria rhopalophylla
Fenestraria rhopalophylla ist die einzige Pflanzenart der monotypischen Gattung Fenestraria aus der Familie der Mittagsblumengewächse (Aizoaceae). Der botanische Name der Gattung leitet sich vom lateinischen Wort fenestra für „Fenster“ ab und weist auf die sogenannten Fenster hin, die sich auf den gerundeten Blattspitzen befinden. Das Epitheton der Art leitet sich von den griechischen Worten rhopalon (ρόπαλον) für „Keule“ und für phyllon (φύλλον) für „Blatt“ ab und verweist auf die keulenförmig geformten Blätter.

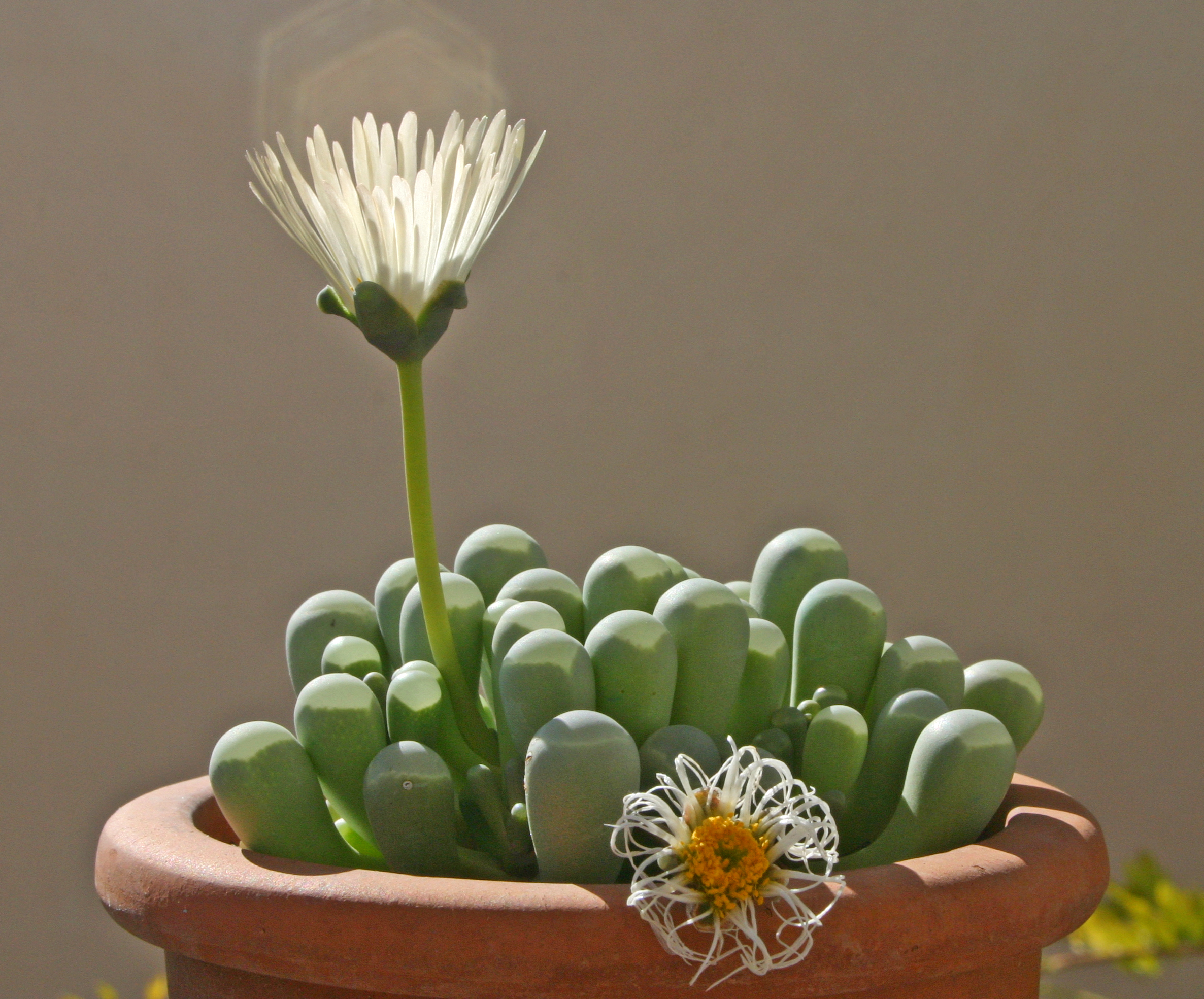
Fenestraria rhopalophylla subsp. rhopalophylla blühend

## Beschreibung
Fenestraria rhopalophylla wächst kompakt bis rasenbildend im Boden eingesenkt. Von den dunkelgrünen, keulenförmigen Laubblättern ist normalerweise nur das an der Spitze befindliche Fenster sichtbar. Die Blätter besitzen eine glatte, wachsige Oberfläche.
Die einzelnen (selten zwei oder drei) Blüten werden von einem langen Blütenstiel getragen. Es sind Hochblätter vorhanden. Die Kronblätter sind weiß oder gelb gefärbt. Fenestraria rhopalophylla blüht in ihrer Heimat von Juli bis September.
Die 8- bis 16- fächrigen Kapselfrüchte ähneln denen der Gattung Leipoldtia, besitzen allerdings kleine Verschlusskörper. Die glatten weißlichen bis hellbraunen Samen sind etwas kegelförmig.

## Systematik, Chromosomenzahl und Verbreitung
Das Verbreitungsgebiet von Fenestraria rhopalophylla erstreckt sich von Lüderitz in Namibia in einem schmalen Streifen südwärts durch das Namaqualand und die Provinz Nordkap in Südafrika. Sie wächst in äolischem Küstensand oder -kies, selten auch in Aussparungen über Dolomiten. Die jährliche Niederschlagsmenge liegt unter 100 Millimeter, wobei der Hauptanteil im Winter fällt.
Die Chromosomenzahl ist {\displaystyle 2n=18}.
Die Erstbeschreibung von Gattung und Art wurde 1925 von Nicholas Edward Brown veröffentlicht. Anhand der Größe und Farbe der Blüten werden zwei Unterarten unterschieden:
- Fenestraria rhopalophylla subsp. rhopalophylla
- Fenestraria rhopalophylla subsp. aurantiaca

Fenestraria rhopalophylla subsp. aurantiaca hat große, goldgelbe Blüten mit bis zu 70 Millimeter Durchmesser. Fenestraria rhopalophylla subsp. rhopalophylla blüht weiß mit kleinen Blüten, die nur Durchmesser von 18 bis 30 Millimeter erreichen.

## Nachweise